# Caulibugula exilis
Caulibugula exilis är en mossdjursart som först beskrevs av William MacGillivray 1890.  Caulibugula exilis ingår i släktet Caulibugula och familjen Bugulidae.
Artens utbredningsområde är havet kring Australien. Inga underarter finns listade i Catalogue of Life.